# Kajutörarna
Kajutörarna, finska: Kajuuttaluodot, är öar i Finland. De ligger i Finska viken och i kommunen Helsingfors i landskapet Nyland, i den södra delen av landet. Öarna ligger omkring 14 kilometer öster om Helsingfors.
Arean för den av öarna koordinaterna pekar på är 0,5 hektar och dess största längd är 120 meter i sydöst-nordvästlig riktning. Närmaste större samhälle är Helsingfors, 14,7 km väster om Kajutörarna.